# 15th Telstra Rally Australia
O 15º Rally Australia foi uma etapa do FIA World Rally Championship 2002, realizada de 31 de Outubro a 3 de Novembro de 2002 em Perth, Austrália.

## Classificação Final
| 1  | 2 M  | Marcus Grönholm Timo Rautiainen   | Finlândia · Finlândia     | Peugeot 206 WRC Peugeot Total                       | 3:35.56,5 0         |  |                  |
| 2  | 3 M  | Harri Rovanperä Voitto Silander   | Finlândia · Finlândia     | Peugeot 206 WRC Peugeot Total                       | 3:36.53,8 57,3      |  |                  |
| 3  | 11 M | Petter Solberg Phil Mills         | Noruega · Reino Unido     | Subaru Impreza WRC 555 Subaru World Rally Team      | 3:37.25,2 1.28,7    |  |                  |
| DQ | 10 M | Tommi Mäkinen Kaj Lindström       | Finlândia · Finlândia     | Subaru Impreza WRC 555 Subaru World Rally Team      | A 8                 |  | 3:38.37,8 2.41,3 |
| 4  | 4 M  | Carlos Sainz Luís Moya            | Espanha · Espanha         | Ford Focus WRC Ford Motor Co                        | 3:39.05,5 3.09,0    |  |                  |
| 5  | 6 M  | Markko Märtin Michael Park        | Estónia · Reino Unido     | Ford Focus WRC Ford Motor Co                        | 3:42.18,0 6.21,5    |  |                  |
| 6  | 15 M | Toni Gardemeister Paavo Lukander  | Finlândia · Finlândia     | Škoda Octavia WRC Škoda Motorsport                  | 3:43.08,1 7.11,6    |  |                  |
| 7  | 25   | Sébastien Loeb Daniel Elena       | França · Mónaco           | Citroën Xsara WRC Piedrafita Sport                  | 3:45.02,6 9.06,1    |  |                  |
| 8  | 14 M | Kenneth Eriksson Tina Thörner     | Suécia · Suécia           | Škoda Octavia WRC Škoda Motorsport                  | 3:48.42,9 12.46,4   |  |                  |
| 9  | 9 M  | Jani Paasonen Arto Kapanen        | Finlândia · Finlândia     | Mitsubishi Lancer WRC Marlboro Mitsubishi Ralliart  | 3:49.22,0 13.25,5   |  |                  |
| 10 | 101  | Manfred Stohl Ilka Petrasko       | Áustria · Áustria         | Mitsubishi Lancer Evo 6 Top Run                     | 3:55.17,2 19.20,7   |  |                  |
| 11 | 102  | Ed Ordynski Iain Stewart          | Austrália · Austrália     | Mitsubishi Lancer Evo 7 Team Mitsubishi Ralliart    | 3:56.48,3 20.51,8   |  |                  |
| 12 | 32   | Tomasz Kuchar Maciej Szczepaniak  | Polónia · Polónia         | Toyota Corolla WRC                                  | 3:57.35,1 21.38,6   |  |                  |
| 13 | 107  | Spencer Lowndes Chris Randell     | Austrália · Austrália     | Mitsubishi Lancer Evo 7 Team Mitsubishi Ralliart    | 3:57.58,1 22.01,6   |  |                  |
| 14 | 57 P | Toshi Arai Tony Sircombe          | Japão · Nova Zelândia     | Subaru Impreza WRX STI Spike Subaru Team            | 3:58.09,5 22.13,0   |  |                  |
| 15 | 112  | Jussi Välimäki Tero Gardemeister  | Finlândia · Finlândia     | Mitsubishi Lancer Evo 6                             | 3:58.32,1 22.35,6   |  |                  |
| 16 | 111  | Scott Pedder Paul Humm            | Austrália · Austrália     | Mitsubishi Lancer Evo 6 Pedder's Suspension         | 3:59.01,5 23.05,0   |  |                  |
| 17 | 53 P | Alex Fiorio Enrico Cantoni        | Itália · Itália           | Mitsubishi Lancer Evo 7 Ralliart Italia             | 3:59.52,7 23.56,2   |  |                  |
| 18 | 74 P | Karamjit Singh Allen Oh           | MAS                       | Proton Pert Petronas EON Racing Team                | 4:00.06,4 24.09,9   |  |                  |
| 19 | 105  | Simon Evans Sue Evans             | Austrália · Austrália     | Subaru Impreza WRX STI Yokohama Motorsport          | 4:00.14,3 24.17,8   |  |                  |
| 20 | 54 P | Ramón Ferreyros Jorge del Buono   | Peru · Argentina          | Mitsubishi Lancer Evo 7 Mauro Rally Tuning          | 4:00.23,9 24.27,4   |  |                  |
| 21 | 73 P | Martin Rowe Chris Wood            | Reino Unido · Reino Unido | Mitsubishi Lancer Evo 7                             | 4:01.45,1 25.48,6   |  |                  |
| 22 | 106  | Stig Blomqvist Ana Goñi           | Suécia · Venezuela        | Mitsubishi Lancer Evo 7                             | 4:04.36,8 28.40,3   |  |                  |
| 23 | 69 P | Bernt Kollevold Ola Fløene        | Noruega · Noruega         | Mitsubishi Lancer Evo 7                             | 4:11.10,0 35.13,5   |  |                  |
| 24 | 77 P | Alfredo De Dominicis Nicola Arena | Itália · Itália           | Mitsubishi Lancer Evo 7                             | 4:11.24,9 35.28,4   |  |                  |
| 25 | 103  | Cody Crocker Greg Foletta         | Austrália · Austrália     | Subaru Impreza WRX STI Subaru Australia             | 4:12.30,5 36.34,0   |  |                  |
| 26 | 120  | David Hills David Callaghan       | Austrália · Austrália     | Mitsubishi Lancer Evo 5 Australian Plastic Profiles | 4:16.01,1 40.04,6   |  |                  |
| 27 | 117  | Saulius Girdauskas Audrius Šošas  | Lituânia · Lituânia       | Mitsubishi Lancer Evo 6                             | 4:19.55,1 43.58,6   |  |                  |
| 28 | 127  | Jim Marden Stuart Percival        | Austrália · Austrália     | Subaru Impreza WRX STI Takayama College             | 4:21.03,9 45.07,4   |  |                  |
| 29 | 135  | Haruhiko Torii Yoshihiro Masuda   | Japão · Japão             | Mitsubishi Lancer Evo 6                             | 4:26.21,6 50.25,1   |  |                  |
| 30 | 129  | Andrew Hannigan Finian Hannigan   | Austrália · Irlanda       | Daihatsu Charade GTI                                | 4:29.12,5 53.16,0   |  |                  |
| 31 | 124  | Jyrki Salminen Mikko Salminen     | Finlândia · Finlândia     | Mitsubishi Lancer Evo 6.5                           | 4:35.11,6 59.15,1   |  |                  |
| 32 | 119  | Bob Colsoul Tom Colsoul           | Bélgica · Bélgica         | Mitsubishi Lancer Evo 7                             | 4:35.14,0 59.17,5   |  |                  |
| 33 | 134  | David Johnson Julie Iriks         | Austrália · Austrália     | Subaru Impreza WRX                                  | 4:41.25,4 1:05.28,9 |  |                  |
| 34 | 132  | Robert Whyatt Malcolm Cox         | Austrália · Austrália     | Mitsubishi Lancer Evo 3                             | 4:47.18,3 1:11.21,8 |  |                  |
| 35 | 137  | Dave Kendall Jenny Kendall        | Austrália · Austrália     | Mitsubishi Lancer Evo 4                             | 4:48.10,4 1:12.13,9 |  |                  |
| 36 | 71 P | Stefano Marrini Tiziana Sandroni  | Itália · Itália           | Mitsubishi Lancer Evo 7                             | 4:53.00,0 1:17.03,5 |  |                  |
| 37 | 136  | Kunio Takeuchi Ben Searcy         | Japão · Austrália         | Subaru Vivio Team Enjitsu                           | 5:06.31,5 1:30.31,5 |  |                  |

## Abandonos
| SS  | N.º  | Piloto Co-piloto                     | Nacionalidade             | Carro                                              | Classe       |                |
| --- | ---- | ------------------------------------ | ------------------------- | -------------------------------------------------- | ------------ | -------------- |
| R7  | 1 M  | Richard Burns Robert Reid            | Reino Unido · Reino Unido | Peugeot 206 WRC Peugeot Total                      | Clutch →     |                |
| R14 | 5 M  | Colin McRae Derek Ringer             | Reino Unido · Reino Unido | Ford Focus WRC Ford Motor Co                       | Suspension → |                |
| R7  | 7 M  | François Delecour Daniel Grataloup   | França · França           | Mitsubishi Lancer WRC Marlboro Mitsubishi Ralliart | Acidente     |                |
| R7  | 17 M | Armin Schwarz Manfred Hiemer         | Alemanha · Alemanha       | Hyundai Accent WRC Hyundai Castrol W.R.T.          | Motor        |                |
| R6  | 18 M | Freddy Loix Sven Smeets              | Bélgica · Bélgica         | Hyundai Accent WRC Hyundai Castrol W.R.T.          | Acidente     |                |
| R24 | 19 M | Juha Kankkunen Juha Repo             | Finlândia · Finlândia     | Hyundai Accent WRC Hyundai Castrol W.R.T.          | Motor        |                |
| R23 | 24   | François Duval Jean-Marc Fortin      | Bélgica · Bélgica         | Ford Focus WRC Ford Motor Co                       | Acidente     |                |
| R5  | 52 P | Marcos Ligato Rubén García           | Argentina · Argentina     | Mitsubishi Lancer Evo 7 Top Run                    | N 4          | Caixa de velo. |
| R6  | 65 P | Beppo Harrach Peter Müller           | Áustria · Áustria         | Mitsubishi Lancer Evo 6                            |              |                |
| R3  | 70 P | Giovanni Manfrinato Claudio Condotta | Itália · Itália           | Mitsubishi Lancer Evo 6                            | N 4          | Suspensão      |
| R14 | 75 P | Kristian Sohlberg Jakke Honkanen     | Finlândia · Finlândia     | Mitsubishi Lancer Evo 7 Blue Rose Team             | Suspensão    |                |
| R8  | 100  | 'Possum' Bourne Mark Stacey          | Nova Zelândia · Austrália | Subaru Impreza WRX STI Subaru Australia            | N 4          | Mecânica       |
| R6  | 104  | Natalie Barratt Roger Freeman        | Reino Unido · Reino Unido | Hyundai Accent WRC                                 | Mecânica     |                |
| R3  | 108  | Juuso Pykälistö Esko Mertsalmi       | Finlândia · Finlândia     | Mitsubishi Lancer Evo 6                            | N 4          | Motor          |
| R20 | 109  | Dean Herridge Glenn MacNeall         | Austrália · Austrália     | Subaru Impreza WRX STI Subaru Rally Team Japan     | Motor        |                |
| R18 | 110  | Kaj Kuistila Kai Rantanen            | Finlândia · Finlândia     | Mitsubishi Lancer Evo 6.5                          | N 4          | Mecânica       |
| R11 | 114  | Mark Pedder Toni Feaver              | Austrália · Austrália     | Mitsubishi Lancer Evo 3 Pedder's Suspension        | Mecânica     |                |
| R23 | 115  | Pieter Tsjoen Dany Colebunders       | Bélgica · Bélgica         | Mitsubishi Lancer Evo 7                            | N 4          | Mecânica       |
| R22 | 116  | Martin Lintott Tony Jackson          | Austrália · Austrália     | Mitsubishi Lancer Evo 7 Lincorp Automotive         |              |                |
| R21 | 118  | Tolley Challis Karl Francis          | Austrália · Austrália     | Mitsubishi Lancer Evo 5                            | A 8          | Mecânica       |
| R18 | 121  | Shigeyuki Konishi Rob Scott          | Japão · Nova Zelândia     | Subaru Impreza WRX STI Subaru Rally Team Japan     |              |                |
| R9  | 122  | Michael Thompson Gordon Klebba       | Austrália · Austrália     | Subaru Impreza WRX STI                             | N 4          | Mecânica       |
| R12 | 123  | Haruo Takakuwa Paul Flintoft         | Japão · Austrália         | Subaru Impreza WRX Takayama College                |              |                |
| R2  | 125  | Craig Bignell Joan Percival          | Austrália · Austrália     | Mitsubishi Lancer Evo 3                            | A 8          |                |
| R24 | 126  | Satoru Ito Frank Brookhouse          | Japão · Austrália         | Mitsubishi Lancer Evo 6                            |              |                |
| R18 | 128  | Hideaki Koizumi Robert Munro         | Japão · Reino Unido       | Subaru Impreza WRX Team Enjitsu                    | N 4          | Suspensão      |
| R14 | 131  | Ryo Funaki Hiroyasu Sonoda           | Japão · Japão             | Subaru Impreza WRX                                 | Transmissão  |                |
| R6  | 133  | Bradley Markovic Jon Mortimer        | Austrália · Austrália     | Subaru Impreza WRX                                 | N 4          | Mecânica       |
| R0  | 138  | Justin Doney Shane Turnbull          | Austrália · Austrália     | Hyundai Excel Mandurah Joblink                     | Acidente     |                |
| R22 | 139  | David Farnworth Ashley Fullelove     | Austrália · Austrália     | Daihatsu Charade GTI City of Wanneroo              | A 6          | Acidente       |
| R3  | 140  | Jason Jenke Ken Jaffey               | Austrália · Austrália     | Subaru Impreza 555                                 | Acidente     |                |